# Resen
Resen (in macedone Ресен?) è un comune nella parte meridionale della Macedonia del Nord. La sede comunale si trova a Resen.

## Geografia fisica
Il comune è situato nella parte sud-occidentale del paese e si trova nelle vicinanze del Lago Prespa. Confina con Ohrid a ovest, Demir Hisar a nord-est, Bitola a est e con Grecia e Albania a sud.

## Società

### Evoluzione demografica
In base al censimento del 2002 il comune ha 16 825 abitanti così divisi dal punto di vista etnico:
- Macedoni – 12 798 (76,1%)
- Turchi – 1 797 (10,7%)
- Albanesi – 1 536 (9,1%)
- Altri – 694 (4,1%)

## Località
Il comune è formato dall'insieme delle seguenti località:
- Arvati
- Asamati
- Bolno
- Brajčino
- Carev Dvor
- Dolna Bela Crkva
- Dolno Dupeni
- Dolno Perovo
- Dolno Štrbovo
- Drmeni
- Evla
- Ezerani
- Gorna Bela Crkva
- Gorno Dupeni
- Gorno Krušje
- Gorno Štrbovo
- Grnčari
- Ilino
- Izbišta
- Jankovec
- Konjsko
- Kozjak
- Krani
- Kriveni
- Kurbinovo
- Lavci
- Leva Reka
- Ljubojno
- Nakolec
- Oteševo
- Petrino
- Podmočani
- Pokrvenik
- Preljubje
- Pretor
- Rajca
- Slivnica
- Sopotsko
- Stenje
- Stipona
- Volkoderi
- Zlatari
- Šurlenci
- Živojno
- Resen (sede comunale)